# Parandrinae
Parandrinae és una subfamília de coleòpters dins de la família Cerambycidae (cerambícids).
Atípics dins els cerambícids, les antenes són força curtes a Parandrinae, i els tarsos tenen 5 segments fàcilment visibles; per tant, són més aviat semblants en aparença als Lucànids.

## Tribus
Té les següents tribus:
- Parandrini - Erichsoniini

## Gèneres
Els següents gèneres pertanyen a la subfamília Parandrinae:
Tribu Erichsoniini
Erichsonia Westwood, 1849
Tribu Parandrini Blanchard 1845
Acutandra Santos-Silva, 2002
Adlbauerandra Bouyer, Drumont & Santos-Silva, 2012
Archandra Lameere, 1912
Birandra Santos-Silva, 2002
Caledonandra Santos-Silva, Heffern & Matsuda, 2010
Hawaiiandra Santos-Silva, Heffern & Matsuda, 2010
Komiyandra Santos-Silva, Heffern & Matsuda, 2010
Malukandra Santos-Silva, Heffern & Matsuda, 2010
Meridiandra Bouyer, Drumont & Santos-Silva, 2012
Neandra Lameere, 1912
Parandra Latreille, 1802
Stenandra Lameere, 1912
Storeyandra Santos-Silva, Heffern & Matsuda, 2010